# Tylophora exilis
Tylophora exilis är en oleanderväxtart som beskrevs av Henry Thomas Colebrooke. Tylophora exilis ingår i släktet Tylophora och familjen oleanderväxter. Inga underarter finns listade i Catalogue of Life.